# Steven Rooke
Pour les articles homonymes, voir Rooke.
Steven Rooke est un acteur australien principalement connu pour son rôle de Terry dans le film Footy Legends, de 2006.

## Filmographie
- 2001 : All Saints : Gordon Williams[1]
- 2001 : BeastMaster, le dernier des survivants : Podo-Man [2]
- 2001-2002 :  Summer Bay : Miles Alcott[3]
- 2002 : Blurred : Rodney[4],[5]
- 2002-2003 : Always Greener : Nick Greenhill[6]
- 2006 : Footy Legends : Terry[7]
- 2010 : Le Monde de Narnia : L'Odyssée du Passeur d'Aurore, film de Michael Apted  : Nausus le faune